# 3320 Namba
3320 Namba è un asteroide della fascia principale del sistema solare. Scoperto nel 1982, presenta un'orbita caratterizzata da un semiasse maggiore pari a 2,4584173 UA e da un'eccentricità di 0,0478762, inclinata di 4,06766° rispetto all'eclittica.